# مرلاش

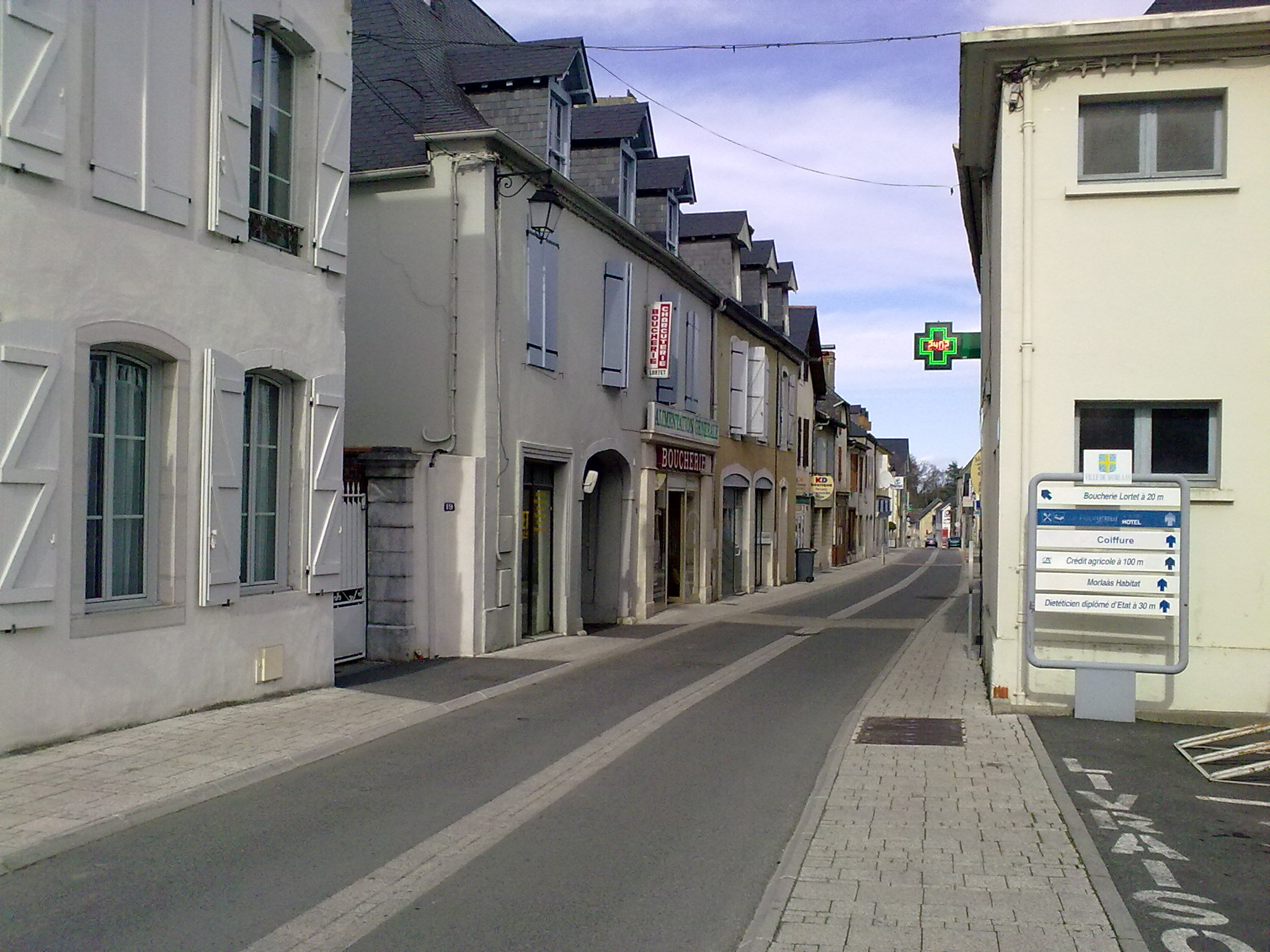
الشارع الرئيسي في مرلاش.

مرلاش أو مرلانش أو مُرلاس هي بلدية في مقاطعة البرانس الأطلسية في جنوب غرب فرنسا. وهي مقر قنطون.